# Hans und Hanni
Hans und Hanni ist ein deutsches Stummfilmlustspiel aus dem Jahr 1915 mit Hanni Weisse in der Titelrolle.

## Handlung
Im Mittelpunkt der turbulenten Handlung stehen zwei junge Menschen, wie sie unterschiedlicher nicht sein könnten. Hans von Rohden ist der Sohn aus gutem Hause, seine Mutter eine angesehene Generalswitwe. Hanni von Zähringen ist die Tochter eines ehemaligen Botschafters und ein Wildfang, den niemand so recht zähmen kann. Graf Zähringen wünscht sich nichts mehr, als einen jungen, starken Mann, der ihm diese Arbeit in Zukunft abnehmen könnte. Da fällt die Wahl auf Hans. Geschickt wird ein Treffen der beiden auf dem Gutshof Zähringens eingefädelt. Hans kommt in Begleitung seines Anstandswauwaus, der eigenen Mutter. Mit viel Mühe werden den beiden Heiratskandidaten die Vorzüge der Ehe unter die Nase gerieben. Beide ahnen nicht sofort, dass sie miteinander verkuppelt werden sollen. 
Nach einem Missverständnis entschließen sich beide, schnellstens von hier zu verschwinden und beschließen, auf Betreiben der unternehmungslustigen Hanni, nach Berlin zu entschwinden. Dort fangen die lustigen Probleme damit an, dass in dem ausgewählten Hotel keine Einzelzimmer mehr zu haben sind, sondern nur noch eines mit Ehebett. Sie müssen sich arrangieren und erleben bald auch andere Abenteuer, etwa als Hanni einen störrischen Esel reitet oder Hans mit Karikaturen Mitmenschen aufs Korn nimmt. Schließlich aber erreichen der alte Graf und Hans von Rohdens Mutter, dass aus dem munteren Freundesduo Hans und Hanni dann doch noch ein richtiges Paar wird.

## Produktionsnotizen
Hans und Hanni entstand im Vitascope-Atelier in Berlin-Weißensee. Der dreiaktige Film passierte die Filmzensur im Dezember 1914 und wurde im Januar 1915 im U.T. Kurfürstendamm uraufgeführt. 

## Kritik
„Hanni Weiße spielt die Hauptrolle und sie besorgt dies in der ihr eigenen Ausgelassenheit. Ihr Partner spart gleichfalls nicht mit der frohen Laune und so entsteht ein Lustspieltempo, das flott über die ulkigen Szenen hinzieht und etwas wirbelwindiges an sich hat. (…) Das dreiaktige Filmlustspiel gehört einer sehr guten Klasse an.“